# B. Carroll Reece
Brazilla Carroll Reece (Butler, 22 dicembre 1889 – Bethesda, 19 marzo 1961) è stato un politico statunitense, membro della Camera dei Rappresentanti per lo stato del Tennessee dal 1921 al 1931, dal 1933 al 1947 e poi ancora dal 1951 al 1961.

## Biografia
Nato in una fattoria del Tennessee, Reece studiò all'Università di New York e all'Università di Londra, laureandosi in legge e divenendo avvocato. Prese parte alla prima guerra mondiale combattendo nella 42nd Infantry Division e nella 26th Infantry Division e fu insignito di varie onorificenze tra cui il Purple Heart e la Croix de guerre.
Entrato in politica con il Partito Repubblicano, nel 1920 fu eletto all'interno della Camera dei Rappresentanti, venendo rieletto per altri quattro mandati. Nel 1930 fu sconfitto nelle primarie repubblicane da Oscar Lovette e lasciò il Congresso.
Nel 1932 Reece si candidò nuovamente per il seggio e riuscì a sconfiggere Lovette, tornando alla Camera. Gli elettori lo riconfermarono per altri sei mandati, finché nel 1946 annunciò il proprio ritiro per dedicarsi al ruolo di dirigente all'interno del partito. Nel 1948 si candidò al Senato ma fu sconfitto dal democratico Estes Kefauver.
Nel 1950 Reece tornò a candidarsi per il suo vecchio seggio alla Camera e nelle primarie repubblicane sconfisse il deputato che gli era succeduto, Dayton Phillips. Negli anni successivi, Reece fu rieletto deputato altre cinque volte, ma nel 1961, mentre era ancora in carica, morì a causa di un tumore ai polmoni. Il suo seggio venne vinto dalla sua vedova, Louise.